# Eriosema buchananii
Eriosema buchananii är en ärtväxtart som beskrevs av Baker f. Eriosema buchananii ingår i släktet Eriosema och familjen ärtväxter. Inga underarter finns listade i Catalogue of Life.